# روبرت هوي
روبرت هوي هو سياسي كندي، ولد في 12 سبتمبر 1883، وتوفي في 15 نوفمبر 1965. انتخب عضو المجلس التنفيذي لمانيتوبا ‏ وانتخب عضو مجلس العموم الكندي.